# WASP-26 b
WASP-26b — экзопланета, открытая телескопом SuperWASP 1 апреля 2010 года с помощью транзитного метода. Экзопланета является горячим юпитером и находится на расстоянии около 0,0400 а. е. от звезды WASP-26, совершая полный оборот за 2,7566 суток. Масса планеты немногим более массы Юпитера, но плотность в два раза ниже, так как атмосфера сильно разогрета из-за близкого расстояния к звезде. Температура поверхности теоретически должна составлять 1660 кельвинов. Вторая космическая скорость оценивается в 53 км/с.